# Мельяр, Оливье

Страница «Библейских проповедей» францисканца Оливье Мельяра. 1515 г.

Оливье Мельяр (фр. Oliver Maillard; 1440, Жюиньяк, Франция — 22 июля 1502, Тулуза) — бретонский францисканский проповедник, придворный проповедник короля Франции Людовика XI, духовник Карла VIII, один из главных представителей схоластического типа проповеди, не чуждый, однако, публицистического элемента. Доктор богословия Парижского университета.
Известен своими проповедями как в церквях, так и в общественных местах. С суровой прямотой обличал пороки всех классов общества — духовенства, членов парламента, купцов, ростовщиков, монополистов, аптекарей, светских женщин, адвокатов. Такое содержание делало его проповеди весьма ценным первоисточником для культурно-бытовой истории его времени.
Мельяр часто называл обличаемых по именам и рассказывал с церковной кафедры всю их жизнь (за такое обличение одного рыцаря в Тулузе на него был наложен штраф); не щадил и учреждений католической церкви, выступал с обличением индульгенций, мощей, папских булл.
За резкость обличений Мельяра, в результате, лишили права проповеди в Париже. В выражениях он был часто вульгарен, любил развлекать слушателей шутками, часто пел на кафедре неприличные песни, простонародные или своего сочинения, рассказывал анекдоты.
Папа Иннокентий VIII в 1488 году обращался с просьбой к Мельяру, принимая во внимание его влияние на Карла VIII, чтобы тот приложил все силы и убедил французского короля отменить прагматическую санкцию. Принимал участие в возвращении Карлом VIII графства Руссильон Фердинанду Католику.
В июне 1487 года он был избран Генеральным викарием ультрамонских обсервантов в Тулузе. После своего первого срока полномочий (1487—1490) его дважды переизбирали (1493—1496 и 1499—1502).
Собрание его проповедей издано в первый раз в Лионе в 1474 г., затем — в 1506 г. в Париже.

## Избранные публикации
- «Sermones de adventu, quadragesimales et dominicales» (3 тома, Париж, 1497-98, 1506, 1522)
- «Quadragesimale» (1501)
- «Chanson piteuse … chantée à Toulouse 1502» (1826)
- «La conformité et correspondance tres dévote des … mystères de la messe à la passion.» (Париж, 1552)
- «L’instruction et consolacion de la vie contemplative»
- «La confession de Frère Oliver Maillard» (Париж, 1500)